# Paulin Moniquet
L'abbé Paulin Moniquet (Bagnères-de-Bigorre, 1838-1919) est un essayiste catholique conservateur français, connu pour ses opinions antimaçonniques.

## Biographie
Il se lança dans une polémique avec le journaliste Henri Lasserre au sujet du caractère sacré de Lourdes et avec Alexandre Dumas fils au sujet de l'égalité homme-femme et du divorce.
Plutôt conservateur, il fut l'un des principaux détracteurs de Mgr Maurice d'Hulst, recteur de l'Institut catholique de Paris, lorsque celui-ci écrivit un article sur "la question biblique" (Le Correspondant, 170, p. 201–251, 25 janvier 1893). Moniquet écrivit "Protestation de M l'abbé Moniquet contre le sabotage historique de Mgr Alfred Baudrillart dans la vie de Mgr d'Hulst" (Bagnères de Bigorre 1914). Pour avoir modifié la vérité sur cet article d'Hulst. Le recteur était suspecté d'avoir quelques sympathie pour l'abbé Alfred Loisy.

## Principales publications
- L'Épiscopat français et l'encyclique du 8 décembre 1864, 1866
- La Première communiante à l'école du divin maître, lettres sur la vie chrétienne, 1886
- Les Idées de M. Alexandre Dumas fils à propos du divorce et de l'homme-femme, 1888
- Les Saints de l'archidiocèse de Bordeaux. Saint Fort, premier évêque de Bordeaux et martyr, 1892
- Les Saints de l'archidiocèse de Bordeaux. Saint Amand, évêque de Bordeaux au Ve siècle, durant les invasions barbares, 1894
- Les Saints de l'archidiocèse de Bordeaux. Saint Seurin, évêque de Bordeaux au Ve siècle, et sa basilique, 1894
- Le Rationalisme dans la foi, controverse, 1894
- Un mot à M. Émile Zola et aux détracteurs de Lourdes, 1895
- Notice sur le R. P. Michel Garicoïts, fondateur de la congrégation des prêtres du Sacré-Cœur établie à Bétharram Basses-Pyrénées, sa vie, ses vertus, ses miracles, sa cause, 1896
- Le Cas de M. Henri Lasserre Lourdes-Rome, 1897
- La Servante de Dieu Louise-Edmée Ancelot, veuve de maître Charles Lachaud, avocat, 1907
- La Divine histoire de Notre-Dame de Lourdes (1858-1911), 1912
- Un demi-siècle d'histoire, 1858-1914. La France en péril sous l'étreinte judéo-maçonnique, 1914